# 瑞士空中救援

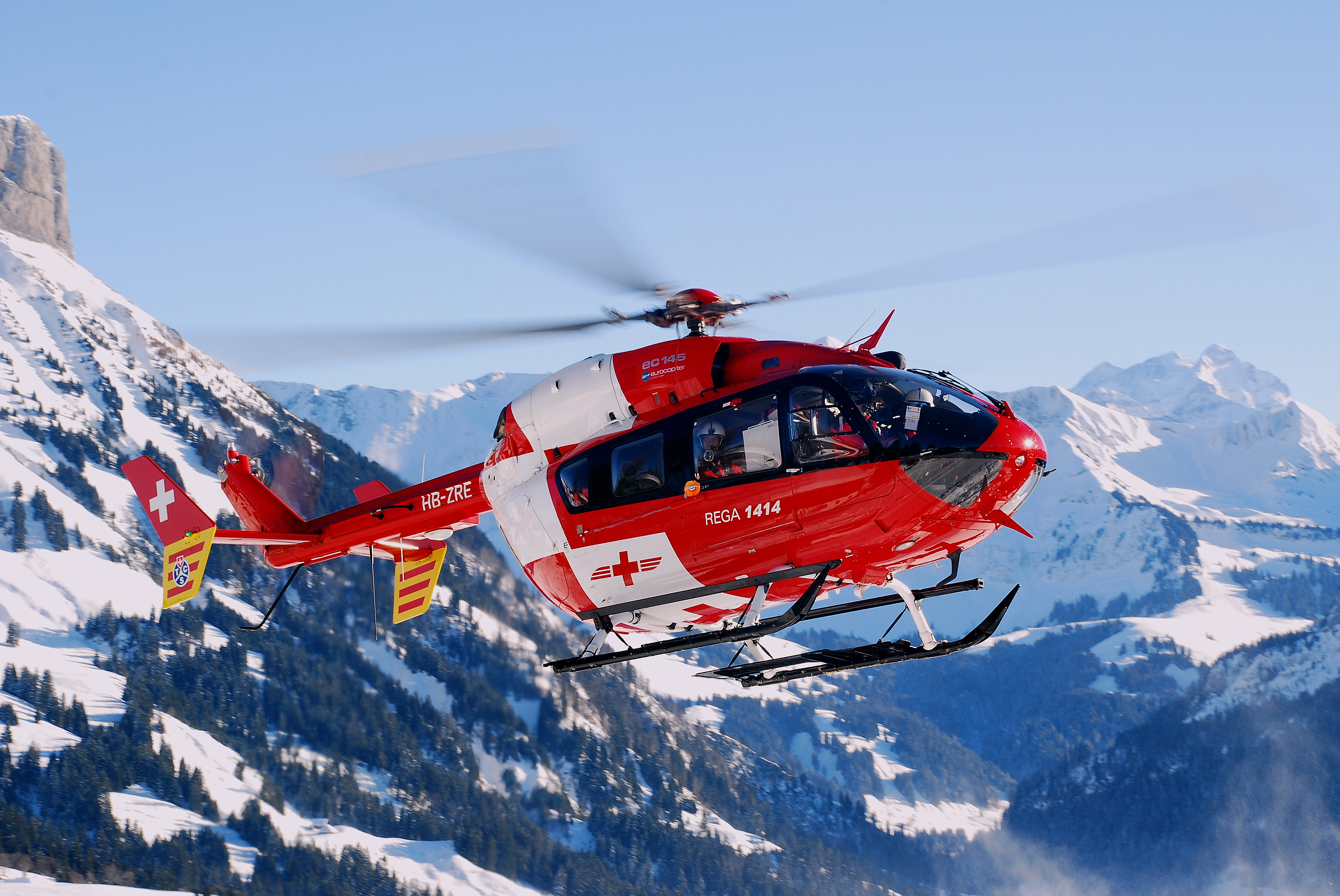
瑞士空中救援的编号为HB-ZRB的直升机参与救援

瑞士空中救援（Rega）是瑞士的一个空中救援组织，提供紧急医疗服务，主要以高山救援而出名，也参与任何威胁到生命安全的紧急场合。他们也参于其他国家的紧急医疗救助。该组织成立于1952年4月27日，由内科医生鲁道夫·布赫尔（Rudolf Bucher）创建，他认为瑞士的救援系统需要一个特别的空中分队。
该缩写非常特别，为三种语言的缩写，来自德语的“Schweizerische Rettungsflugwacht” 、法语的“Garde Aérienne Suisse de Sauvetage”和意大利语的“Guardia Aerea Svizzera di salvataggio”，它们的意义均为“瑞士空中救援”。
瑞士空中救援是一个非盈利性组织，其经费来自捐赠和赞助， 一共有10架自己的直升机位于遍布瑞士各地的瑞士空中救援的基地，另外3架位于资助者的基地，瑞士国内任何地方都可以在15分钟内到达。 它的运作中心位于Zurich-Kloten机场，在那里处理所有救援行动和协调。全年365年，全天24小时运作。 所有直升机配备医护人员。

## 机队
机队共有13架直升机和3架喷气式飞机。
- 直升机
  - 5架欧洲直升机公司EC145
  - 8架阿古斯塔韦斯特兰A109K2
- 喷气式飞机 
  - 3架Canadair CL604 "Challenger" (HB-JRA, HB-JRB, HB-JRC)